# Anna Chalon
Anna Chalon (* 30. Oktober 1989 in Paris), auch bekannt unter dem Künstlernamen Kiddo, ist eine französische Singer-Songwriterin, Gitarristin und Performerin.

## Biographie
Anna Chalon ist die Tochter des Bildhauers Fabien Chalon und der Schauspielerin und Regisseurin Zabou Breitman und die Schwester des Schauspielers Antonin Chalon (* 1993). Nach ihrem Abschluss in Jura an der Universität Panthéon-Assas studierte Anna Chalon Musik. Sie ist Absolventin der London Academy of Music and Dramatic Art und des Berklee College of Music in Boston.
Sie schrieb und sang den Titel Run and Hide für den Film Ich habe sie geliebt, der auf dem Buch von Anna Gavalda basiert. 2009 wurde das Lied für die World Soundtrack Awards in der Kategorie „Best Original Song written specifically for film“ nominiert. Sie komponierte und sang außerdem den Titel Hush Hush, der während des Abspanns des Films „No et moi“ (Regie Zabou Breitman) läuft.
Die Veröffentlichung ihres ersten Studioalbums erfolgte im Jahr 2012 in Zusammenarbeit mit Jay Newland.

## Diskographie
- 2012 Where To?, Vaziva Music